# Son nom est Vairaumati
 (mars 2024).
Si vous disposez d'ouvrages ou d'articles de référence ou si vous connaissez des sites web de qualité traitant du thème abordé ici, merci de compléter l'article en donnant les références utiles à sa vérifiabilité et en les liant à la section « Notes et références ».
Son nom est Vairaumati  – ou Vairaumati tei oa – est un tableau réalisé par le peintre français Paul Gauguin en 1892. Cette huile sur toile est une illustration libre d'un conte maori. Elle représente la jeune mortelle Vairaumati assise nue en train de fumer entre des mangues et des idoles dans un décor polynésien, le dieu Oro debout derrière elle. L'œuvre est conservée depuis 1948 au musée des Beaux-Arts Pouchkine, à Moscou, en Russie.

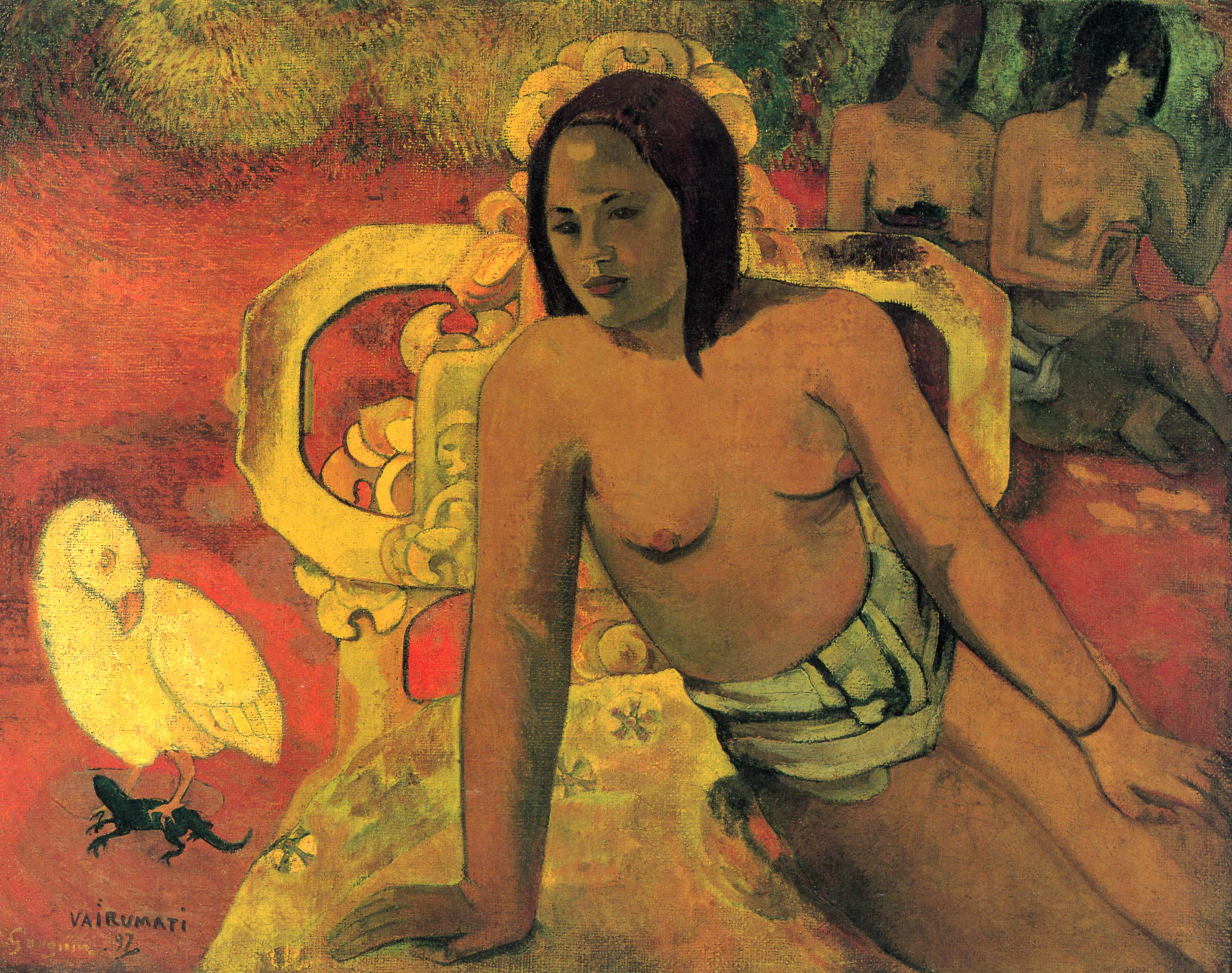
Vairumati, 1897 – Musée d'Orsay, Paris.